# 김태용 (1969년)
김태용(1969년 12월 9일 ~ )은 대한민국의 영화 감독, 각본가이다. 그는 1997년 단편 영화 《열입곱》으로 영화계 입문하였다. 이후 1999년 영화 《여고괴담 두 번째 이야기》으로 상업영화 감독 데뷔하였다.

## 학력
- 호주국립영화학교
- 연세대학교 정치외교학 학사

## 필모그래피

### 영화
| 연도 | 제목                                | 감독   | 각본가 | 기타                         |
| ---- | ----------------------------------- | ------ | ------ | ---------------------------- |
| 1992 | 우주경찰 휴먼 파워                  | 예     | 예     |                              |
| 1995 | 비상구가 없다                       | 예     | 예     |                              |
| 1999 | 여고괴담 두번째 이야기              | 예     | 예     |                              |
| 2003 | 이 공을 받아줘                      | 예     | 예     | 단편 영화                    |
| 2005 | 이공 - seg. 이 공을 받아줘(Pass Me) | 예     | 예     | 단편 영화                    |
| 2006 | 온 더 로드, 투                      | 예     | 아니요 | 다큐멘터리 영화              |
| 2006 | 가족의 탄생                         | 예     | 예     |                              |
| 2007 | 155 마일                            | 아니요 | 아니요 | 단편 영화, 제작              |
| 2009 | 시선 1318                           | 예     | 예     | 단편 영화                    |
| 2009 | 모두들 하고 있습니까?               | 예     | 예     | 단편 영화                    |
| 2011 | 만추                                | 예     | 예     | 각색                         |
| 2011 | 오랜 연인들                         | 예     | 예     | 단편 영화                    |
| 2012 | 라잇 온 미                          | 아니요 | 아니요 | 대본 감수                    |
| 2012 | 뷰티풀 2012                         | 예     | 아니요 | 홍콩 영화                    |
| 2013 | 주리                                | 아니요 | 아니요 | 조감독                       |
| 2013 | 그녀의 연기                         | 예     | 예     | 제작                         |
| 2013 | 차라도 한 잔, 영화도 한 편!         | 아니요 | 아니요 | 단편 영화                    |
| 2014 | 신촌좀비만화 - seg. 피크닉          | 예     | 예     | 단편 영화                    |
| 2014 | 바람이 우리를 데려다 주리라         | 예     | 예     | 단편 영화                    |
| 2015 | 그녀의 전설                         | 예     | 예     | 단편 영화                    |
| 2016 | 2016 필름 판소리, 춘향뎐            | 예     | 예     | 다큐멘터리 영화              |
| 2018 | 꼭두 이야기                         | 예     | 예     | 국악 공연 <꼭두>의 영화버전. |
| 2024 | 원더랜드                            | 예     | 예     |                              |

## 기타 경력

### 연기
- 2005년 영화 《동백꽃》 - 단역
- 2005년 영화 《내 생애 가장 아름다운 일주일》 - 단역 (영화감독 역)
- 2006년 영화 《모두들, 괜찮아요?》 - 단역 (장 감독 역)
- 2007년 단편 영화 《155 마일》 - 제작
- 2013년 네이버TV 웹드라마 《출출한 여자》 - 특별출연

### 경력
- 1996년 한국영화아카데미 13기
- 단국대학교 영화콘텐츠전문대학원 교수
- 2015년 제20회 부산국제영화제 뉴 커런츠상 심사위원

## 수상
- 1998년 제15회 부산단편영화제 작품상, 관객상, 매스컴상 《열일곱》
- 2000년 백상예술대상 신인감독상 《여고괴담 두번째 이야기》
- 2006년 제27회 청룡영화상 감독상 《가족의 탄생》
- 2006년 제7회 부산영화평론가협회상 감독상 《가족의 탄생》
- 2007년 제44회 대종상 각본상 《가족의 탄생》
- 2007년 제45회 영화의 날 유망감독상 《가족의 탄생》
- 2007년 문화관광부 오늘의 젊은예술가상
- 2011년 제31회 한국예술평론가협의회 올해의 최우수예술가상 영화부문 《만추》
- 2011년 그린산타상 《만추》
- 2011년 제20회 부일영화상 최우수 감독상 《만추》
- 2011년 제12회 부산영화평론가협회상 대상 《만추》

## 같이 보기
- 한국 영화